# Caeté
Caeté è un comune del Brasile nello Stato del Minas Gerais, parte della mesoregione Metropolitana di Belo Horizonte e della microregione di Belo Horizonte. Il suo nome, in Lingua Tupi significa foresta densa o anche foresta vergine. Il suo nome precedente era Vila Nova da Rainha.

## Storia
In questo comune si trova la famosa Serra da Piedade, sulla cima della quale sorge un santuario cattolico meta di tantissimi pellegrini ogni anno. Nello stesso luogo funziona un osservatorio astronomico chiamato Observatório Astronômico Frei Rosário di proprietà dell'Università federale di Minas Gerais (UFMG).
Il suo patrimonio artistico e architettonico è ben conservato, come, per esempio la chiesa di Nossa Senhora do Bom Sucesso, uno dei primi esempi del barocco nel Minas. Vi è anche un Museo regionale e il Museu Casa João Pinheiro (Solar do Tinoco), del Secolo XVIII.

## Geografia fisica

### Clima
Caetè è attorinata da vegetazione fittissima e situata a più di 1.700 m di altezza. Il clima è sempre gradevole e fresco.

## Economia

### Turismo
È anche favorito il turismo di avventura, il cosiddetto arborsimo.